# Metepec (Hidalgo)
Metepec é um município do estado do Hidalgo, no México.